# Модо, Гастон
Гасто́н Модо́ (фр. Gaston Modot; 31 декабря 1887, Париж, Франция — 19 февраля 1970, Ле Ренси, Сен-Сен-Дени) — французский актёр. Начал карьеру во времена немого кино, сотрудничал с такими режиссёрами, как Луи Деллюк, Жермен Дюлак, Абель Ганс, Жак Фейдер, Луис Бунюэль. В дальнейшем постоянно привлекался для исполнения ролей второго плана в самых значимых французских картинах 1930-х — 1950-х годов многими режиссёрами «золотого века французского кино» (Жан Ренуар, Марсель Карне, Рене Клер, Жюльен Дювивье). Всего снялся более чем в 360 фильмах. Пробовал себя также как режиссёр и сценарист.

## Биография
Родился в семье архитектора. Прежде чем стать актёром, занимался живописью. Был лично знаком с Модильяни и Пикассо.
C 1909 года начал работать в кино. Следующие несколько лет он много снимается в жанровых картинах (по 10-60 короткометражных фильмов в год), преимущественно в комических детективах режиссёра Жана Дюрана и вестернах.
После Первой мировой войны на него обращают внимание совершенно другие режиссёры. Он появляется в интеллектуальных и авангардных картинах таких режиссёров, как Луи Деллюк и Жермена Дюлак, играет главную роль в фильме Абеля Ганса Mater Dolorosa (1917).
В 1930-е годы начинается его долгое сотрудничество с такими режиссёрами, как Рене Клер, Жан Ренуар, Марсель Карне. В их картинах Модо играет всегда роли второго плана, но роли характерные и очень запоминающиеся. Яркие образы Модо создал в фильмах «Правила игры» (1939) — егерь Шумахер; «Дети райка» (1944) — «слепой» нищий.
В 1930 году Модо сам ставит фильм «Жестокая сказка» (фр. Conte cruel), и играет в нём. В 1940-е годы Гастон Модо, параллельно с актёрской работой, пишет ряд сценариев, по трём из которых во Франции ставятся картины.
В 1960-е годы Модо перестаёт сниматься, но несколько раз принимает участие в телевизионных проектах.

## Избранная фильмография
| Год  |   | Русское название                               | Оригинальное название                                  | Роль                  |
| ---- | - | ---------------------------------------------- | ------------------------------------------------------ | --------------------- |
| 1917 | ф |                                                | Mater Dolorosa                                         |                       |
| 1920 | ф | Испанский праздник                             | La fête espagnole                                      |                       |
| 1921 | ф | Лихорадка                                      | Fièvre                                                 |                       |
| 1924 | ф | На помощь!                                     | Au secours!                                            |                       |
| 1924 | ф | Душа артистки                                  | Âme d'artiste                                          |                       |
| 1924 | ф | Чудо волков                                    | Le miracle des loups                                   |                       |
| 1926 | ф | Кармен                                         | Carmen                                                 |                       |
| 1929 | ф | Волшебная жизнь Жанны Д'Арк, дочери Лотарингии | La Merveilleuse Vie de Jeanne d'Arc, fille de Lorraine |                       |
| 1930 | ф | Под крышами Парижа                             | Sous Les Toits De Paris                                |                       |
| 1930 | ф | Золотой век                                    | L'âge d'or                                             |                       |
| 1931 | ф | Трехгрошовая опера                             | Die Dreigroschenoper                                   |                       |
| 1932 | ф | Фантомас                                       | Fantômas                                               |                       |
| 1933 | ф | 14 июля                                        | Quatorze Juillet                                       |                       |
| 1935 | ф | Лукреция Борджиа                               | Lucrèce Borgia)                                        |                       |
| 1937 | ф | Пепе ле Моко                                   | Pépé le Moko                                           |                       |
| 1937 | ф | Великая иллюзия                                | La Grande illusion                                     | инженер               |
| 1938 | ф | Марсельеза                                     | La Marseillaise                                        |                       |
| 1938 | ф | Коралловый риф                                 | Le Récif de corail                                     |                       |
| 1938 | ф | Мальтийский дом                                | La maison du Maltais                                   |                       |
| 1939 | ф | На исходе дня                                  | La Fin du jour                                         |                       |
| 1939 | ф | Правила игры                                   | La Règle de Jeu                                        | Эдуард Шумахер, егерь |
| 1941 | ф | Мы — мальчишки                                 | Nous les gosses                                        |                       |
| 1945 | ф | Дети райка                                     | Les Enfants du paradis                                 |                       |
| 1946 | ф | Молчание — золото                              | Le Silence est d'or                                    |                       |
| 1947 | ф | Антуан и Антуанетта                            | Antoine et Antoinette                                  |                       |
| 1949 | ф | Свидание в июле                                | Rendez-vous de juillet                                 |                       |
| 1950 | ф | Красота дьявола                                | La Beauté du diable                                    |                       |
| 1952 | ф | Золотая каска                                  | Casque d'or                                            | Данар                 |
| 1954 | ф | Французский канкан                             | French Cancan                                          |                       |
| 1956 | ф | Елена и мужчины                                | Élèna et les Hommes                                    |                       |
| 1958 | ф | Любовники                                      | Les amants                                             |                       |
| 1959 | ф | Завещание доктора Корделье                     | Le testament du Docteur Cordelier                      |                       |
| 1962 | ф | Дьявол и десять заповедей                      | Le Diable et les Dix Commandements                     |                       |